# I Will
«I Will» –en español: «Lo haré»– es una canción del grupo británico The Beatles que salió cómo la número 16 de la Cara 2 de su disco homónimo, lanzado el 22 de noviembre de 1968, siendo el número 10 de sus 13 álbumes.
Para componer, Paul necesitaba de la inspiración de una mujer que estuviera a su lado, Jane Asher, se ha ganado un lugar destacado dentro las grandes musas de los compositores de la música popular del siglo XX. Pero en aquel entonces su relación con la hermana de Peter Asher concluyó de manera inesperada, por lo que McCartney se vería despreciado por las amorosas musas por algún tiempo en 1968. Es así que hasta Martha, su perra de raza bobtail escribiéndole "Martha My Dear", alcanzaría la fama por inspirar algunas de sus canciones, así como Julian Lennon quien le inspirara "Hey Jude".
Pero no pasaría mucho tiempo antes de que llegara una nueva musa, Linda McCartney. "I Will" es una de las canciones que le escribió.
Otra versión del tema fue sacado en Anthology 3.
Una de tantas curiosidades de esta canción es que se ocupó la voz de Paul para hacer de Bajo, se podría decir que hizo de "Bajo vocal"

## Versiones
La canción fue versionada por:
- Alison Krauss
- Maureen McGover
- Ben Taylor
- The Cars
- Jonathan Coulton
- Diana Ross
- Hugh Masekela
- Art Garfunkel
- John Holt
- We All Together
- Y otros

## Créditos[1]
- Paul McCartney - voz, guitarra acústica (Martin & Co. D-28), "bajo vocal".
- John Lennon - percusión (Wood on Metal).
- Ringo Starr - platillos, bongós, maracas.

George Harrison no participó de la canción.